# Cañete (Spagna)
Cañete è un comune spagnolo di 802 abitanti situato nella comunità autonoma di Castiglia-La Mancia.